# Робежниеки

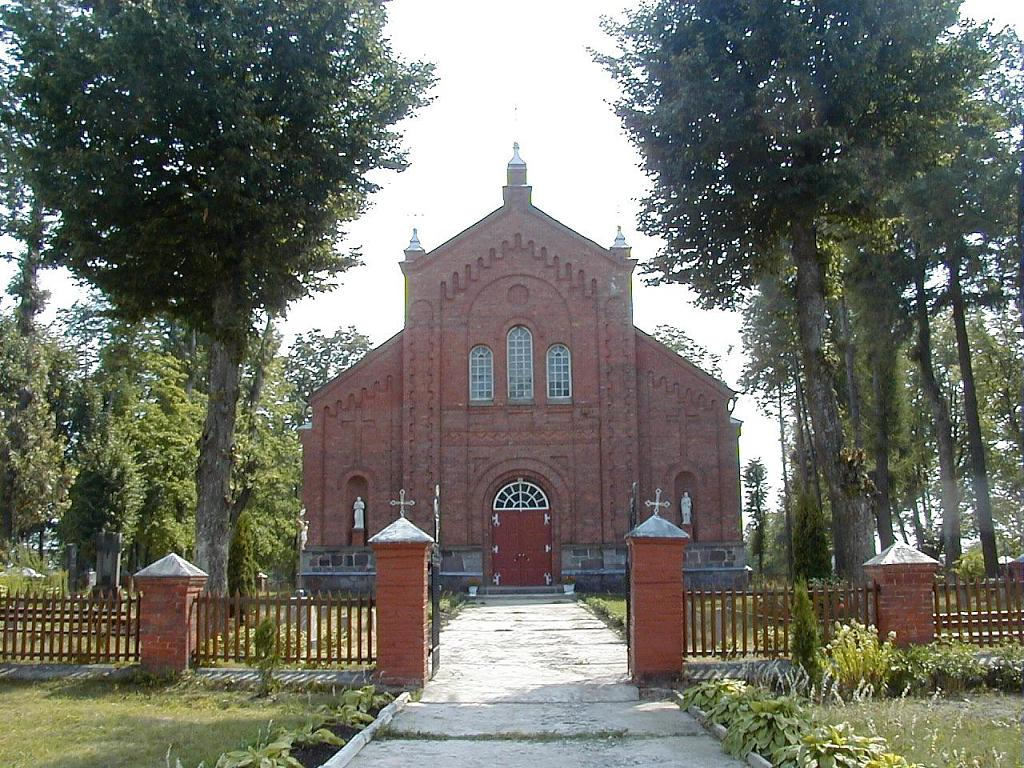
Католическая церковь

Ро́бежниеки (латыш. Robežnieki) — населённый пункт в Краславском крае Латвии, административный центр Робежниекской волости. Расстояние до города Краслава составляет около 31 км.
По данным на 2015 год, в населённом пункте проживало 314 человек. В селе есть волостная администрация, начальная школа, общественный центр, библиотека, фельдшерский и акушерский пункт, почтовое отделение, краеведческий музей, магазин, католическая церковь (1899), мини-зоопарк экзотических птиц, гостевой дом. Рядом находится озеро Гусенас и городище Робежниеки.

## История
Село находится на территории бывшего поместья Пустынь.
В советское время населённый пункт был центром Робежниекского сельсовета Краславского района. В селе располагалась центральная усадьба колхоза «Робежниеки».